# Limosina paralineatarsata
Limosina paralineatarsata är en tvåvingeart som beskrevs av Papp 1973. Limosina paralineatarsata ingår i släktet Limosina och familjen hoppflugor. Inga underarter finns listade i Catalogue of Life.